# Летећа веверица
Летећа веверица (лат. Pteromyini) је племе сисара које припада породици веверица (Sciuridae). Нису у стању да лете као птице или слепи мишеви, али захваљујући летној кожици (Patagium) у стању су да језде између крошњи дрвећа.

## Опис
Летећа веверица има аеродинамичне мембране. Предњи део мембране подупрт је хрскавицом која се протеже од ручног зглоба. Иако изгледа да се мембрана састоји од само два слоја коже, у склопу ње налази се и један танки слој мишића који овим веверицама омогућава да мењају лук мембране, чиме утичу на њене аеродинамичне карактеристике.
У лету, ова веверица изгледа као да је потпуно спљоштена. Када не лети, понекад се стиче утисак да на себи има сиви крзнени капут. Када лети, њен реп је усмерава у лету. Непосредно пре слетања на дрво, веверица отвара „падобран“ — то јест, заузима вертикални положај. Веома ретко се дешава да направи погрешну процену и падне на земљу. Просечна одрасла летећа веверица тешка је свега око 150 грама, а дугачка око 20 центиметара, не рачунајући реп. Уши су јој мале и без чуперака, тако да јој не отежавају лет.

## Станиште
Летећа веверица насељава листопадно-четинарске шуме северних области које се протежу од Балтичког мора, преко руских тајги, па до Тихог океана.
Изгледа да је захваљујући непрегледним сибирским шумама опстанак летеће веверице засигуран. Ова врста, попут других врста животиња које се гнезде у дрвећу, изгубила је услед крчења шума велики број места за гнежђење. У Финској, западном делу њеног станишта, летећа веверица је заштићена декретом који је донела Европска унија.

## Размножавање
Доба године за парење летеће веверице је пролеће и тада почињу припреме за прављење гнезда. Као гнездо може да послужи кућица за птице, уколико је доступна, или рупа у стаблу. Летећа веверица обично има више гнезда. Нека од њих служе као спремишта за храну, а друга као додатни простор за становање. У касно пролеће или у рано лето, женка доноси на свет двоје или троје младунаца. Она их храни што значи да има пуно посла, чак и током дана. Новорођени младунци могли би стати на врх вашег прста. До краја јесени они стичу способност да лете.